# Subergorgiidae
A Subergorgiidae a virágállatok (Anthozoa) osztályának szarukorallok (Alcyonacea) rendjébe, ezen belül a Scleraxonia alrendjébe tartozó család.
A WoRMS adatai szerint 13 elfogadott faj tartozik ebbe a korallcsaládba.

## Rendszerezés
A családba az alábbi 3 nem tartozik:
- Annella Gray, 1858 - 2 faj
- Rosgorgia Lopez Gonzalez & Gili, 2001 - 1 faj
- Subergorgia Gray, 1857 - 10 faj; típusnem

## Források

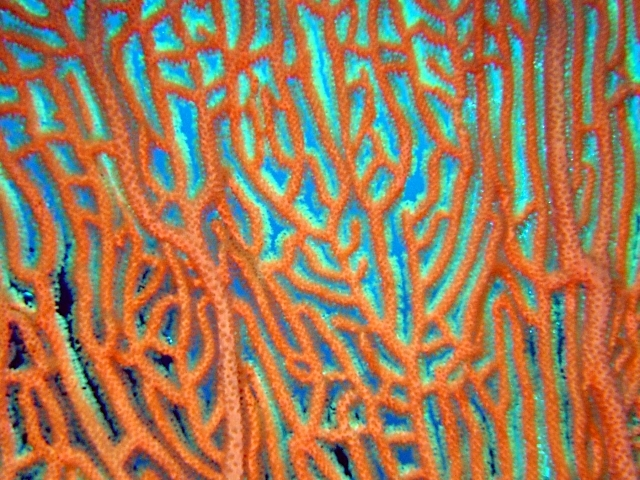
Annella mollis